# ボルチモア (原子力潜水艦)
|          |                                           |
| 艦歴     |                                           |
| 発注     | 1973年10月31日                            |
| 起工     | 1979年5月21日                             |
| 進水     | 1980年12月13日                            |
| 就役     | 1982年7月24日                             |
| 退役     | 1998年7月10日                             |
| 除籍     | 1998年7月10日                             |
| その後   | 原子力艦再利用プログラム                  |
| 性能諸元 |                                           |
| 排水量   | 満載：6,087 トン、基準：5,714 トン        |
| 全長     | 110.3 m (362 ft)                          |
| 全幅     | 10 m (33 ft)                              |
| 喫水     | 9.7 m (32 ft)                             |
| 最大速   | 水上25 kt (46 km/h)、水中30+ kt (56 km/h) |
| 潜行深度 | 290 m (950 ft)                            |
| 機関     | S6G reactor 1基                           |
| 乗員     | 士官12名、兵員98名                        |
| モットー |                                           |
|          |                                           |

ボルチモア(USS Baltimore, SSN-704)は、アメリカ海軍のロサンゼルス級原子力潜水艦の17番艦。艦名はメリーランド州ボルチモアに因んで命名された。その名を持つ艦としてはボルチモア級重巡洋艦1番艦(CA-68)以来6隻目。

## 艦歴
ボルチモアの建造は1973年10月31日にコネチカット州グロトンのジェネラル・ダイナミクス・エレクトリック・ボート社に発注され、1979年5月21日に起工した。1980年12月13日にマージョリー・S・ホールトによって命名、進水し、1982年7月24日にマイケル・D・ブラッドリー艦長の指揮下就役した。
ボルチモアは1998年7月10日に退役、除籍された。ボルチモアはワシントン州ブレマートンで原子力艦再利用プログラムに従い解体される予定である。